# الشعوذة 2
الشعوذة 2 (بالإنجليزية: the conjuring 2)‏ هو فيلم رعب أمريكي تم إصداره في 2016 من إخراج جيمس وان وكتابة وان وكاري هايز وتشاد هايز وديفيد ليسلي جونسون. الفيلم من بطولة باتريك ويلسون وفيرا فارميغا بدور الزوجين إد وارن ولورين وارن.
قصة الفيلم الزوجين حيث يسافران إلى إنجلترا لمساعدة أسرة تعاني من نشاط روحي في بيتها عام 1977.
صدر الشعوذة 2 في 10 يونيو 2016، وتلقى مراجعات إيجابية عموماً من النقاد ووصلت إيراداته عالمياً إلى 319.5 مليون دولار.

## الميزانية والإيرادات
وصلت تكلفة الفيلم إلى حوالي 40 مليون دولار. وقد بلغت إيراداته 319.5 مليون دولار.

## القصة
يحكي الفيلم قصة الزوجين إد باتريك ويلسون ولورينفيرا فارميغا اللذان يذهبان إلى بيت مسكون تحدث فيه حوادث غريبة يقع شمال لندن لمساعدة بيغي هادغسون فرانسيس أوكونور الأم لأربعة أطفال وهم جانيت هادغسون ماديسون وولف ومارغريت هادغسون لورين اسبوزيتو وبيلي هادغسون بنجامين هاي وجوني هادغسون باتريك ماكولي.
للتخلص من الأرواح الشريرة والخبيثة التي تسكن بيتها لتبدأ سلسلة من الأحداث الشيقة والمرعبة في محاولة من الأرواح قتل الجميع وكذلك محاولة الأبطال صد الأرواح الشريرة وطردها عن المنزل.

## الممثلون والشخصيات
- باتريك ويلسون
- فيرا فارميغا
- سايمون مابورني
- ستيرلينج جيرنيس
- ماريا دويل كينيدي
- ماديسون وولف
- بوني آرونز
- لورين اسبوزيتو
- فرانكا بوتينت

## وصلات خارجية
- الموقع الرسمي
- الشعوذة 2 على موقع IMDb (الإنجليزية)
- الشعوذة 2 على موقع ميتاكريتيك (الإنجليزية)
- الشعوذة 2 على موقع روتن توميتوز (الإنجليزية)
- الشعوذة 2 على موقع نتفليكس (الإنجليزية)
- الشعوذة 2 على موقع قاعدة بيانات الأفلام العربية
- الشعوذة 2 على موقع ألو سيني (الفرنسية)
- الشعوذة 2 على موقع Turner Classic Movies (الإنجليزية)
- الشعوذة 2 على موقع أول موفي (الإنجليزية)
- الشعوذة 2 على موقع بوكس أوفيس موجو (الإنجليزية)
- الشعوذة 2 على موقع فيلمافينيتي (الإسبانية)
- The Conjuring 2 على موقع أول موفي.
- The Conjuring 2 at History vs. Hollywood
- وصف الفيلم
- Filming Location